# Tomasz Młynarczyk
Tomasz Młynarczyk (ur. 1971 w Radzyniu Podlaskim) – polski artysta fotograf. Członek rzeczywisty Okręgu Lubelskiego Związku Polskich Artystów Fotografików. Członek założyciel i prezes Zarządu Radzyńskiego Klubu Fotograficznego Klatka. Współzałożyciel Grupy Twórczej Motycz.

## Życiorys
Tomasz Młynarczyk związany z lubelskim środowiskiem fotograficznym – mieszka, pracuje, tworzy w Radzyniu Podlaskim. Zawodowo związany z Radzyńskim Ośrodkiem Kultury – od 2017 roku. Miejsce szczególne w jego twórczości zajmuje fotografia abstrakcyjna, fotografia architektury, fotografia dokumentalna, fotografia krajobrazowa, fotografia martwej natury, fotografia portretowa, fotografia przemysłowa, fotografia przyrodnicza oraz fotografia reportażowa. Jest fotografem współpracującym z Katolicką Agencją Informacyjną. Uczestniczy w pracach jury konkursów fotograficznych. W 2002 roku został członkiem założycielem Radzyńskiego Klubu Fotograficznego Klatka przy Radzyńskim Stowarzyszeniu Inicjatyw Lokalnych. W 2011 roku był jednym z członków założycieli Grupy Twórczej Motycz (obecnie Tomasz Młynarczyk nie jest członkiem Grupy Twórczej Motycz).
Tomasz Młynarczyk jest autorem i współautorem wielu wystaw fotograficznych; indywidualnych, zbiorowych, poplenerowych oraz uczestnikiem i laureatem wystaw pokonkursowych (w Polsce i za granicą – m.in. we Francji, na Węgrzech). W 2004 roku z ramienia Związku Polskich Fotografów Przyrody – został uhonorowany tytułem Fotografa Roku 2003. W 2015 roku został wybrany prezesem Zarządu Radzyńskiego Klubu Fotograficznego Klatka. W 2016 roku został przyjęty w poczet członków rzeczywistych Związku Polskich Artystów Fotografików (legitymacja nr 1183). W latach 2017–2020 pełnił funkcję prezesa Zarządu Okręgu Lubelskiego ZPAF. W 2019 został stypendystą Ministerstwa Kultury i Dziedzictwa Narodowego. W 2021 został stypendystą Marszałka Województwa Lubelskiego.
Fotografie Tomasza Młynarczyka mają w swoich zbiorach m.in. Instytut Teatralny im. Zbigniewa Raszewskiego w Warszawie, Wojewódzka Biblioteka Publiczna im. Hieronima Łopacińskiego w Lublinie, Archiwum Państwowe w Lublinie Oddział w Radzyniu Podlaskim oraz Miejska Biblioteka Publiczna w Radzyniu Podlaskim, Kancelaria Prezydenta Rzeczypospolitej Polskiej.

## Wystawy indywidualne (wybór)
- Gdzie jest pałac?
- Struktury, faktury, formy
- Radzyń 7.00
- Światło – wody
- Prawosławie
- Archiwum – forma i światłocień
- Bal
- Trzepak[12]
- Ostatni seans
- Żebro Adama
- Trisomia 21[11][13]
- In memoriam
- Majówki
- Czyściec
- Światło i mrok – Galeria Pomost DDK SM „Czechów” (Lublin 2024)[18]
- Światło i mrok – Galeria Kotara Fotografii (Garwolin 2025)

Źródło

## Publikacje (albumy)
- Radzyń w fotografii Tomasza Młynarczyka (autor)[20]
- Na moje oko (autor)
- Sacrum przydrożne (autor)
- Dolina Tyśmienicy (współautor)
- Kock w fotografii (współautor)
- Walizka Józefa Karłowicza (współautor)
- Dwudziestolecie Beatyfikacji Męczenników z Pratulina (współautor)
- Janów Podlaski w dziejach Diecezji Siedleckiej. Wydanie Jubileuszowe (współautor)
- Mocni wiarą i miłością Maryi. Wydanie Jubileuszowe (współautor)
- Fotofragmenty (autor)[21]
- Ślady wiary (autor)[21]
- Teatr w teatrze (autor)
- Majówki (autor)
- Radzyń Podlaski. Nowy jest piękny, a stary pełen tajemnic (współautor)
- Arti Sentemo – Kameralna Orkiestra Akordeonowa (współautor)
- Przyroda w mieście Radzyń Podlaski. Edukacja Ekologiczna (współautor)

Źródło